# SC Oberhavel Velten
Der SC Oberhavel Velten ist ein deutscher Sportclub aus Velten im Landkreis Oberhavel. Heimstätte des Clubs ist die Sportanlage Germendorfer Straße.

## Verein (Fußball)
Der SC Oberhavel Velten wurde im Jahr 1912 als Veltener BC 1912 gegründet. Nach Ende des Zweiten Weltkrieges wurde der VBC aufgelöst und 1948 als SG Velten neu gegründet. In der Folgezeit wurde der Verein ab 1950 in ZSG Industrie Velten, ab 1952 wieder in SG Velten sowie ab 1961 in TSG Velten umbenannt. In dieser Zeit wurde man 1953 Kreismeister, 1955 Meister der Bezirksklasse und 1960 Meister der Bezirksliga.
In der Saison 1960/61 gelang der Aufstieg in die II. DDR-Liga. Der damals dritthöchsten Spielklasse der DDR gehörten die Brandenburger zwei Spielzeiten an, bevor im Jahr 1963 gemeinsam mit Lufthansa Berlin der Abstieg erfolgte.
Die 1971 in BSG Chemie umbenannten Veltener agierten bis Ende der achtziger Jahre ausnahmslos auf lokaler Ebene des Bezirkes Potsdam. In den Jahren 1977, 1985, 1986, 1988, 1989 und 1991 wurde man Pokalsieger des Bezirkes Potsdam. Im Jahre 1989 schaffte Chemie Velten mit großen Vorsprung vor Motor Süd Brandenburg den Aufstieg in die DDR-Liga. Bereits in ihrer ersten und einzigen Zweitligasaison erreichte Chemie hinter Vorwärts Frankfurt, dem 1. FC Union Berlin und BSV Rotation Berlin den vierten Rang.
Als Pokalsieger auf Bezirksebene nahm die BSG Chemie mehrfach am FDGB-Pokal teil. In den Spielzeiten 1986/87 und 1989/90 erreichte die Mannschaft jeweils die 2. Runde in der sie in Heimspielen gegen Dynamo Dresden und den FC Hansa Rostock ausschied.
Nach der Wende erfolgte 1990 eine erneute Namensänderung in FSV 90 Velten. Durch die weggefallene Unterstützung des Trägerbetriebes zog der FSV seine Mannschaft aus der DDR-Liga zurück. Bereits 1992 meldete sich der FSV Velten in der Oberliga Nordost zurück, in welcher sich der Verein die ersten drei Spielzeiten im unteren Tabellendrittel etablieren konnte. 1995 stiegen die Brandenburger überraschend in die Regionalliga Nordost auf. Diese erwies sich für Velten als eine Nummer zu groß. Konnte in der Saison 1995/96 der Abstieg noch verhindert werden, musste der FSV im Jahr 1997 gemeinsam mit dem SC Charlottenburg in die Oberliga absteigen. In der Folgesaison 1997/98 zog der FSV Velten seine Mannschaft aus dem laufenden Spielbetrieb der Oberliga Nordost zurück und ging in Konkurs.
Der am 10. Januar 1998 neu gegründete SC Oberhavel Velten wurde auf Kreisebene zurückgestuft, spielt derzeit in der achtklassigen Landesklasse Brandenburg.

## Statistik
- Teilnahme DDR-Liga: 1989/90
- Teilnahme II. DDR-Liga: 1961/62, 1962/63
- Teilnahme NOFV-Oberliga: 1991/92, 1992/93, 1993/94, 1994/95
- Teilnahme Regionalliga Nordost: 1995/96, 1996/97
- Ewige Tabelle der DDR-Liga: Rang 134

## Erfolge
- Meister der Fußball-Oberliga Nordost: 1995
- Meister der Landesliga: 2003
- Meister der Bezirksliga: 1960, 1987, 1989
- Meister der Landesklasse: 2000
- Meister der Bezirksklasse: 1955
- Meister der Stadtklasse Berlin: 1967, 1972
- Kreismeister: 1953, 1999
- Pokalsieger des Bezirkes Potsdam: 1977, 1985, 1986, 1988, 1989, 1991

## Ehemalige Vereinsangehörige
- Uwe Borchardt
- Sven Christians
- Arne Feick
- Hardy Feigt
- Jörg Heinrich
- Martin Männel
- Uwe Szangolies
- Rüdiger Uentz